# Litoria lubisi
Litoria lubisi — вид жаб родини Pelodryadidae. Описаний у 2021 році.

## Поширення
Ендемік Нової Гвінеї. Поширений у низовинних вологих лісах в індонезійській провінції Папуа.